# Mogeiro
Mogeiro là một đô thị thuộc bang Paraíba, Brasil. Đô thị này có diện tích 218,993 km², dân số năm 2007 là 13284 người, mật độ 60,2 người/km².